# Kettenspaltung
Kettenspaltung ist ein Begriff aus der Polymerchemie im Zusammenhang mit dem Abbau eines Polymers. Sie wird ausgelöst durch thermische Belastung (Wärme) oder ionisierende Strahlung (z. B. Licht, UV-Strahlung oder γ-Strahlung) oft durch gleichzeitige Einwirkung von Sauerstoff. Bei der Kettenspaltung wird die Polymerkette an einer beliebigen Stelle des Rückgrats gebrochen unter Bildung von zwei – meist immer noch hochmolekularen – Bruchstücken.
Als Depolymerisation hingegen wird die Abspaltung von  niedermolekularen Stoffen (Monomeren oder auch Dimeren und dergleichen) aus einem Polymer verstanden.